# Metal Gear Solid: The Twin Snakes
Metal Gear Solid: The Twin Snakes är en remake av den äldre versionen och som har kommit ut till Nintendo Gamecube i 2004. De större förändringarna är bland annat de grafiska förbättringarna, ny musik och nya sekvenser.

## Handling
Spelet handlar om Solid Snake som tas tillbaka till tjänst då terrorister hotar om att spränga ett kärnvapen. Han är tvungen att helt ensam och utan vapen infiltrera kärnvapensbyggnaden på Shadow Moses Island, och där finna Darpa Chief och President Baker, fångar hos terroristerna. Han lyckas finna båda men de dör plötsligt i hjärtattack när han hittat dem. Han hittar även en kvinna vid namn Meryl som snabbt springer ifrån honom. Solid Snake är tvungen att lösa mysteriet med varför fångarna dör, försöka stoppa Metal Gear Rex från att avfyra kärnvapnet, samt försöka överleva mot Foxhound som mer än gärna vill träffa honom. 
Mannen som verkar ligga bakom det hela är påfallande lik Solid Snake, och kallar sig Liquid Snake.
Skaparna av spelet är bland annat Silicon Knights, människorna bakom bland annat skräckspelet Eternal Darkness. (Silicon Knights var andrapartsutvecklare åt Nintendo).

## Utveckling
Hideo Kojima som är producent och skapare av det hela handplockade den japanska filmregissören Ryuhei Kitamura och som tog hand om förfiningen av mellanscenerna, han har lagt in moment av bland annat rasande eldstrider i slow motion, Bullet time och andra extrema actionscener. (Ryuhei Kitamura har regisserat fyra långfilmer i Japan, bland annat Aragami och Versus. Hideo Kojima tycker att hans filmer är hur bra som helst.)
Shigeru Miyamoto hade rollen som övervakare över spelet.

## Påskägg
Att spelet är till en Nintendo-konsol märks på många olika sätt, bland annat kan man i striden med Ninja skymta till en Mario- och en Yoshi-figur som står ovanpå en av datorerna (Och som även ger en "1ups" när man skjuter dem). I samma rum ligger en Gamecube kopplad till en dator. Känner man sig på dåligt humör kan man ju alltid skjuta sönder spelkuben till småbitar med sin FAMAS.
Värt att nämnas är att porrtidningarna som man kan hitta inne på toaletterna innehåller bilder av personer ur spelet Eternal Darkness.